# Victoria Davis
Victoria Davis, gespeeld door actrice Daphne Zuniga, is een personage uit de televisieserie One Tree Hill.

## Productie
Zuniga werd omstreeks augustus of september 2007 benaderd om de rol van Brookes moeder Victoria te vertolken. In Melrose Place speelde ze een sympathiek personage, maar bedenker Mark Schwahn wees haar erop dat in One Tree Hill het tegenovergestelde van haar verwacht zou worden. Ze vertelde dat ze het een geweldige ervaring vond om een kwaadaardig personage te spelen en dat ze een goede band heeft met Sophia Bush, die de rol van Brooke vervult.

## Biografie

### Seizoen 5
Victoria wordt geïntroduceerd als de kille moeder van Brooke Davis. Volgens Brooke was Victoria nooit een goede moeder en hield zij zich meer bezig met de laatste mode dan met het opvoeden van een kind. Ze mocht haar nooit moeder noemen, omdat Victoria zich hierdoor oud voelde. Toen Brooke succesvol werd met haar eigen modelijn, toonde Victoria voor het eerst interesse in haar. Later vertelde ze dat ze dit deed omdat Brooke haar aandacht had 'verdiend'. Ze wordt Brookes bestuursvoorzitter en houdt zich bezig met het zakelijk aspect van de modelijn. Ze keurt haar relaties met mannen af, omdat dit haar enkel kan afleiden van het bedrijf.
Als Brooke plotseling naar Tree Hill verhuist, komt Victoria al snel achter haar aan om haar terug te halen. Ze neemt haar vastberadenheid om te blijven niet serieus en vindt het bespottelijk dat ze haar modelijn vanuit een kleine stad wil runnen. Ze maakt er geen geheim van dat ze denkt dat Brooke geen schijn van kans maakt om de zaken zelf te regelen, omdat ze volgens Victoria te veel met haar emoties denkt. Desondanks legt ze zich neer bij Brookes beslissing en blijft ze enkele tijd in Tree Hill om haar te helpen met het runnen van het bedrijf.
Hier botst ze op tegen verscheidene mensen, waaronder Brookes assistente Millicent Huxtable, beste vriendin Peyton Sawyer en Rachel Gatina, een andere goede vriendin van Brooke die ooit werkte als model bij het bedrijf, totdat Victoria haar liet ontslaan. Rachel kreeg daarna een drugsverslaving, totdat Brooke haar leven hielp beteren. Victoria boort haar moed om te afkicken weer de grond in en met enkele botte opmerkingen zorgt ze ervoor dat Rachel weer terugvalt in haar ongezonde levensstijl. Al snel wijst iedereen Brooke erop dat ze Victoria moet ontslaan, maar zij weigert dit.
Brooke blijft volhouden dat Victoria het beste met haar voor heeft en ondanks haar kille imago zielsveel van haar houdt. Als Brooke haar op een dag vertelt dat ze van haar houdt, reageert Victoria alsof het haar niets kan schelen. Op dat moment wordt het voor haar duidelijk dat Victoria inderdaad een onsympathieke vrouw is die zich enkel interesseert in het bedrijf. Brooke ontslaat haar, waarna Victoria Tree Hill verlaat.